# Vasilika Melissi
Vasilika Melissi (del griego:Miel Real) es un cultivar de higuera Ficus carica unífera de tipo Esmirna, de higos color verde variegado bandas púrpura, muy cultivado en la cuenca del Mediterráneo desde la antigüedad. Se cultiva principalmente en Markópoulo Mesógaias, Ática Oriental, Grecia.,.

## Sinonimia
- „Βασιλικά Μελισσί“,
- „Vasilika Melissi Sika“,[4]
- „Vasilika Melissi fig“,
- „Vasilika Sika“.[6]
- „Vasilika Syka“,

## Historia
Los higos Vasilika Melissi son una variedad griega antigua que se encuentra en la mayor parte de Grecia, una variedad muy apreciada cuyo nombre significa miel real. 

## Características
Las hojas del árbol son de color verde oscuro grueso con 3 a 5 lóbulos y un crecimiento constante y rápido, y da higos en el segundo año.
Los higos Vasilika Melissi son de tipo Esmirna, tienen forma de pera, de piel de color verde variegado con bandas con un ligero color rubí en la parte inferior y la pulpa es de un rojo rubí oscuro con muchos jugos de miel y semillas.
La fruta crece alrededor de 5 a 6 cm de largo y tiene un sabor muy dulce a miel y así es como se llama. Cuando está maduro gotea miel. 
Da higos una vez al año y el tiempo de cosecha es de agosto a septiembre. Esta higuera necesita polinización.

## Cultivo
La zona de Markópoulo Mesógaias, en el Ática Oriental produce los higos 'Markopoulou' es un higo muy conocido y extremadamente dulce en Grecia. 
Se sabe que esta higuera es la delicadeza de los higos, donde las palabras no pueden describir el sabor de este higo. Tiene una calidad vintage para consumo en fresco.

## Protección de origen
El « Syka Vravronas Markopoulou Messongion PGI » se produce en la sección sudoriental de la región de Ática, específicamente dentro de los límites administrativos del área municipal de Markópoulo Mesógaias.
El « Syka Vravronas Markopoulou Messongion PGI » se ha cultivado en sus dos variedades 'Vasilika Melissi' (verde) y Vasilika Mavra' (negro) en el área municipal de Markopoulo durante muchos años. 
Representa uno de los cultivos más tradicionales, que contribuye a mejorar el valor de las áreas, en las que no se puede cultivar ningún otro tipo de producto con los mismos resultados comerciales.

## Variedades de higueras en Grecia
Según un estudio efectuado por el « “S.M. Lionakis Subtropical Plants and Olive Trees Institute”» (La Canea, Creta, Grecia) sobre el estado actual de las variedades de higuera más cultivadas en Grecia para su posible mejora en rendimientos y usos:
| Cultivar                             | Nº de cosechas                                  | Uso                                                                 | Vigencia del cultivo                                                         |
| ------------------------------------ | ----------------------------------------------- | ------------------------------------------------------------------- | ---------------------------------------------------------------------------- |
| Higuera „Kalamon“ blanco             | 1, unífera (agosto a septiembre)                | Secado de los higos para su venta o transformación e higos frescos. | Variedad predominante, plantada sola o en asociación con otros frutales.     |
| Higuera „Kimis“ blanco               | 1, unífera (agosto a septiembre)                | Secado de los higos para su venta o transformación e higos frescos. | Variedad predominante, plantada sola DOP o en asociación con otros frutales. |
| Higuera „Vasiliki White“ blanco      | 1, unífera (agosto a septiembre)                | Autoconsumo de higos frescos.                                       | Muy apreciada con presencia común en las huertas.                            |
| Higuera „Vasiliki Black“ color       | 1, unífera (agosto a septiembre)                | Autoconsumo de higos frescos.                                       | Muy apreciada con presencia común en las huertas.                            |
| Higuera „Votanikou Black“ color      | 2, bífera (mayo a julio y agosto a septiembre)  | Autoconsumo de brevas frescas.                                      | Presencia común en las huertas.                                              |
| Higuera „Argalastis“ blanco          | 1, unífera (agosto a septiembre)                | Autoconsumo de higos frescos.                                       | Presencia común en las huertas.                                              |
| Higuera „Fragasana“ blanco           | 2, bífera (mayo a julio y agosto a septiembre)  | Autoconsumo de higos frescos, tienen buenas aptitudes para secado.  | Presencia común en las huertas.                                              |
| Higuera „Apostoliatika“ blanco       | 2, bífera (junio a julio y agosto a septiembre) | Autoconsumo de higos frescos.                                       | Rara, presente en algunas huertas.                                           |
| Higuera „Politiko“ blanco            | 1, unífera (agosto a septiembre)                | Autoconsumo de higos frescos o secos.                               | Común, presente en plantaciones de higueras de pasa y en huertas.            |
| Higuera „Livano“ blanco              | 1, unífera (agosto a septiembre)                | Autoconsumo de higos frescos.                                       | Presencia común en las huertas.                                              |
| Higuera „Prasinosikia Lesvou“ blanco | 1, unífera (agosto a septiembre)                | Autoconsumo de higos frescos.                                       | Presente en algunas huertas.                                                 |
| Higuera „Kanates“ color              | 1, unífera (julio a septiembre)                 | Autoconsumo de higos frescos.                                       | Presente en algunas huertas.                                                 |
| Higuera „Delonika Naxou“ blanco      | 1, unífera (octubre)                            | Autoconsumo de higos frescos.                                       | Presente en algunas huertas.                                                 |
| Higuera „Boukia Samou“ color         | 2, bífera (mayo a julio y agosto a septiembre)  | Autoconsumo de higos frescos.                                       | Presente en algunas huertas.                                                 |